# NGC 4836
NGC 4836 est une galaxie spirale intermédiaire située dans la constellation de la Vierge. Sa vitesse par rapport au fond diffus cosmologique est de 5 480 ± 24 km/s, ce qui correspond à une distance de Hubble de 80,8 ± 5,7 Mpc (∼264 millions d'al). NGC 4836 a été découverte par l'astronome allemand Wilhelm Tempel en 1882.
La classe de luminosité de NGC 4836 est IV et elle présente une large raie HI.